# Porta Metronia
Porta Metronia è una delle porte delle Mura Aureliane di Roma.

## Etimologia
Nel tempo le furono assegnati vari nomi, ma sembrano tutti (compreso quello attuale) deformazioni da un originale Metrovia (derivato forse da un qualche Metrobius o Metronianus che pare potesse avere dei possedimenti in zona, durante il basso impero). Un'ipotesi un po' fantasiosa, nata ad opera dei filologi del XIV secolo, la definisce Porta Metaura, facendone derivare il nome da meta aurum, cioè il luogo in cui veniva depositato e pesato l'oro dei tributi che le province versavano a Roma, prima che venisse trasferito nelle casse dello Stato. Ma nessun elemento suffraga quest'ipotesi. L'unico nome che si discosta da queste radici è "Porta Gabiusa", dovuto al fatto che per la via che da lì partiva (l'attuale via Gallia), era possibile arrivare alla città di Gabii.

## Storia
Originariamente non rivestiva particolare importanza, tant'è che fu aperta con le caratteristiche di una posterula di terz'ordine, più o meno come le porte Pinciana e Asinaria; ma mentre queste due vennero promosse al rango di porte vere e proprie in occasione dei restauri operati intorno al 402 dall'imperatore Onorio, la Metronia rimase ancora a lungo una semplice apertura di utilità. Ad ulteriore conferma della scarsa importanza, unica tra tutte le porte di Roma, si apriva alla base di una torretta merlata sporgente sul lato interno del muro che, in quella zona, compie un'ampia curva.
Il fornice, senza stipiti e architravi, è un semplice arco in laterizio, tuttora visibile da entrambi i lati sebbene sia murato. La chiusura sembra possa farsi risalire al 1122, quando il papa Callisto II utilizzò la porta come passaggio dell'"Acqua Mariana", rendendola pertanto inaccessibile al traffico cittadino. Proveniente dalla zona di Squarciarelli, nei pressi dell'attuale Grottaferrata, il rigagnolo dell'Acqua Mariana si avvicinava a Roma tra la via Appia Nuova e la Tuscolana fin nei pressi di Porta San Giovanni ed entrava in città, appunto, attraverso Porta Metronia; subito dopo si univa con il fiumiciattolo proveniente dalla zona del Laterano (le cui acque ricche di minerali ferrosi diedero alla zona tra Porta Asinaria e Porta Metronia il nome di "Ferratella") e proseguiva in direzione del Circo Massimo per confluire poi nel Tevere nei pressi della Cloaca Massima. Nel 1601, l'area fu colpita da una grave epidemia dovuta all'insalubrità di quella zona paludosa.

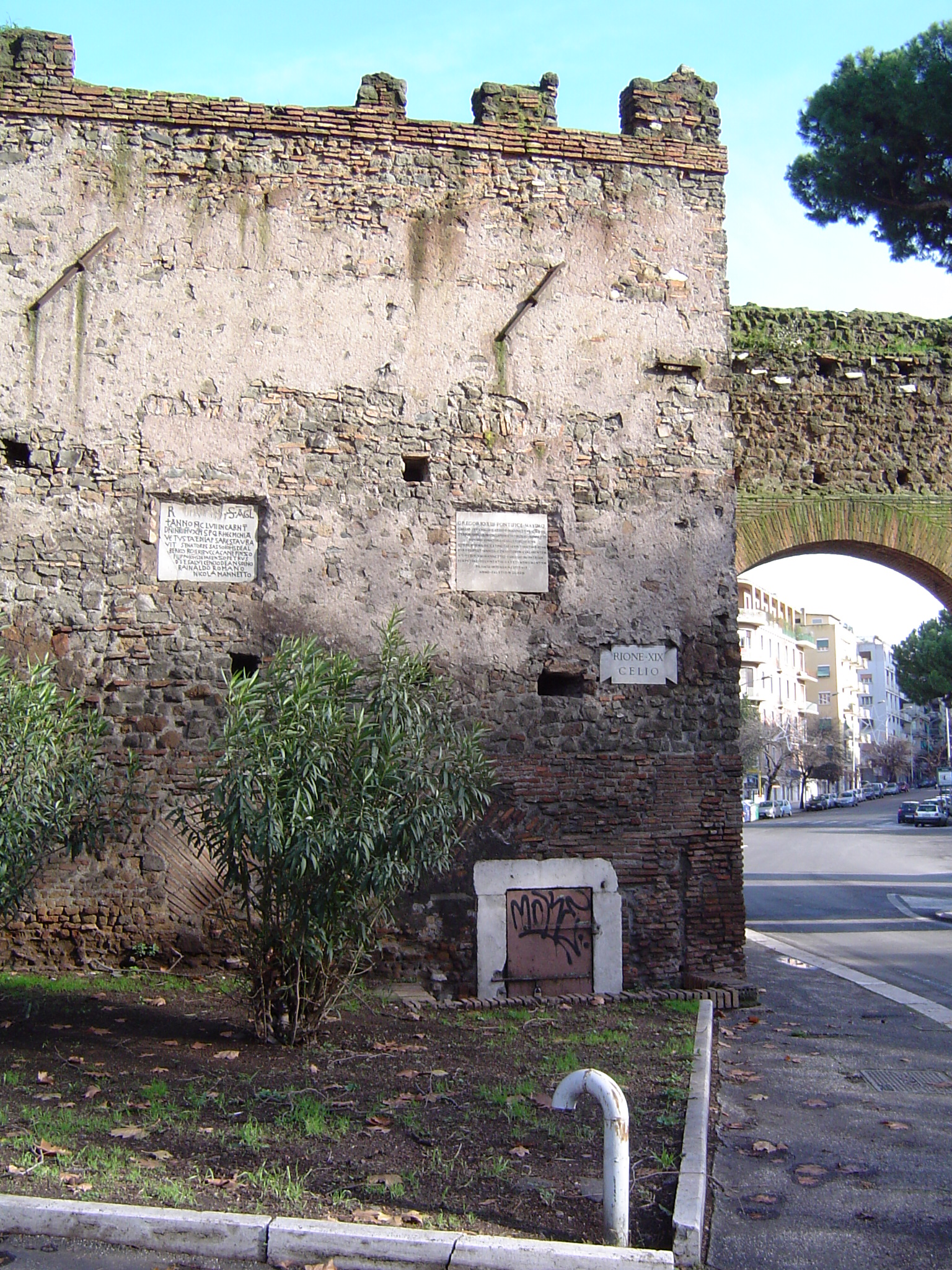
Iscrizioni sul muro del lato interno di Porta Metronia

A memoria di successivi lavori di restauro, sulle mura adiacenti alla porta è rimasta, sul lato interno della stessa, unica testimonianza quasi perfettamente conservata e leggibile (benché non facilmente decifrabile), una lapide originale medievale, risalente al 1157, in piena epoca comunale. Negli eleganti caratteri duecenteschi racconta, usando qualche abbreviazione, come in quell'anno, su iniziativa di una decina di senatori (i consiliatores), il Senato ed il Popolo Romano provvidero a riparare quelle mura, crollate per vetustà:
Al di là dell'importanza epigrafica e archeologica, l'iscrizione costituisce un documento storico di eccezionale rilevanza. L'utilità del restauro di quel tratto di mura che, a 35 anni di distanza dalla chiusura della porta era ormai divenuto inutilizzabile, si spiega infatti solo con motivazioni storico-politiche: erano infatti gli anni delle aspre lotte del papato e dell'impero contro le idee rivoluzionarie e democratiche di Arnaldo da Brescia, che stavano demolendo la struttura teocratico-feudale della città in favore di un libero Comune; si lottava per l'abolizione dei privilegi feudali in favore di un coinvolgimento popolare nella gestione politica e amministrativa di Roma. Il papa Adriano IV scomunicò l'intera città, l'esercito del Barbarossa era stanziato in San Pietro, si combatteva per le strade in un moto rivoluzionario che si protrasse per un paio di anni e che, proprio per le esigenze di difesa della città, indusse il Senato romano ad effettuare i necessari interventi sulle mura.
È curioso notare che a fianco dell'iscrizione del 1157 ce n'è un'altra, risalente al 1579, in cui (oltre al trasferimento della porta dal Rione Sant'Angelo al Campitelli) figura, tra i consiliatores di un altro restauro, un discendente di quello stesso Nicola Mannetto citato nella lapide precedente.
I quattro archi laterali (che hanno usurpato il nome alla porta ormai chiusa) furono aperti, per motivi di viabilità cittadina, in due tempi successivi nella prima metà del XX secolo.